# Velika količina podataka
Velika količina podataka (en. Big data), pojam u zakonodavstvu EU koji se odnosi na velike količine različitih vrsta podataka koji brzo nastaju iz velikog broja različitih vrsta izvora. Za rukovanje današnjim vrlo različitim skupovima podataka u stvarnom vremenu potrebni su novi alati i metode poput snažnih procesora, softvera i algoritama. Raspon područja primjene u kojima se boljim rukovanjem velikom količinom podataka može ostvariti napredak su:
1. Sustavi: Sustavi IKT-a (informacijske i komunikacijske tehnologije) kojima je moguće obavljati detekciju, aktivaciju, računanje i komunikaciju ugrađene u fizičke predmete, međusobno povezani internetom, koji građanima i poduzećima pružaju širok raspon inovativnih aplikacija i usluga (pametno povezani predmeti) te
2. Prvi korisnici i katalizatori: tijela javnog sektora u ulozi „pokretačkih korisnika” i posrednika za nove podatkovne usluge i digitalnu robu. Javni sektor ima ključnu ulogu u prihvaćanju računalnih usluga u oblaku i ostalih novih pristupa te u izgradnji povjerenja građana i poduzeća, uključujući mala i srednja poduzeća.[1]

Da bi pridonijela stvaranju pozitivnog okruženja za razmjenu otvorenih podataka, Europska komisija će podržati mapiranje postojećih relevantnih normi za brojna područja velike količine podataka (npr. pametne mreže, zdravstvo, promet, okoliš, maloprodaja, proizvodnja, financijske usluge). Ključne vodoravne platforme za napredno modeliranje, simulaciju i primjene velike količine podataka su sljedeće generacije tehnologija u području HPC-a (eng. high-performance computing). Osnivanje centara izvrsnosti u primjeni HPC-a za rješavanje znanstvenih, industrijskih i društvenih izazova postojećim uJPP-om na HPC-u bit će dio budućih aktivnosti. Vrhunska e-infrastruktura HPC-a za istraživanje je PRACE, kojom je osiguran pristup najboljim superračunalnim sredstvima (računalstvo visokih performansa, eng. high-performance computing, HPC) i uslugama za industriju, mala i srednja poduzeća te sveučilišta.
Temeljno pravo na zaštitu osobnih podataka primjenjuje se na veliku količinu podataka kad su oni osobni: obrada podataka mora biti u skladu s primjenjivim pravilima o zaštiti podataka. Vodoravno pravo u području potrošača i oglašavanja primjenjuje se i na proizvode koji se temelje na tehnologiji velike količine podataka. U nekoliko sektora zahtjevi za lokaciju podataka ograničavaju prekogranični protok informacija te su prepreka jedinstvenom tržištu za računalstvo u oblaku i veliku količinu podataka.
Postojećim uJPP-om (ugovorno javno-privatno partnerstvo) u EU u području mreže 5G uspostavljaju se tehnološki temelji mobilnog interneta budućnosti i prate regulatorne inicijative i inicijative za financiranje namijenjene poticanju privatnih ulaganja u širokopojasnu infrastrukturu. Njime se podupire razvoj središnjih mreža povećanjem njihova kapaciteta za rukovanje velikim količinama podataka.